# Alticola argentatus
Alticola argentatus е вид бозайник от семейство Хомякови (Cricetidae).

## Разпространение
Видът е разпространен в Афганистан, Индия, Казахстан, Киргизстан, Китай, Пакистан, Таджикистан и Узбекистан.